# سفارة هايتي في المملكة المتحدة
سفارة هايتي في المملكة المتحدة هي أرفع تمثيل دبلوماسي لدولة هايتي لدى المملكة المتحدة. تقع السفارة في لندن وهي تهدف لتعزيز المصالح الهايتية في المملكة المتحدة.

## وصلات خارجية
- قائمة سفارات هايتي
- قائمة السفارات في المملكة المتحدة